# Queen of Broken Hearts
Queen of Broken Hearts è un singolo del rapper statunitense Blackbear, pubblicato il 10 luglio 2020 come terzo estratto dal sesto album in studio Everything Means Nothing.

## Video musicale
Un lyric video è stato reso disponibile il 10 luglio 2020 in concomitanza con l'uscita del brano.

## Tracce
Testi e musiche di Matthew Musto e Andrew Goldstein.
1. Queen of Broken Hearts – 2:51

## Formazione
- Blackbear – voce, produzione, chitarra, tastiera, programmazione
- Andrew Goldstein – voce aggiuntiva, produzione, chitarra, tastiera, programmazione
- Alex Ghenea – missaggio

## Classifiche
| Classifica (2020) | Posizione massima |
| ----------------- | ----------------- |
| Romania           | 97                |
| Stati Uniti       | 122               |